# Bimota HB1
La Bimota HB1 es una motocicleta deportiva creada por la compañía italiana Bimota, empleando un motor japonés Honda.

## Características
La HB1 es una motocicleta con un chasis multitubular de acero, equipada con un motor de cuatro cilindros en línea, de cuatro tiempos, con refrigeración por aire, empleado en la Honda CB750.

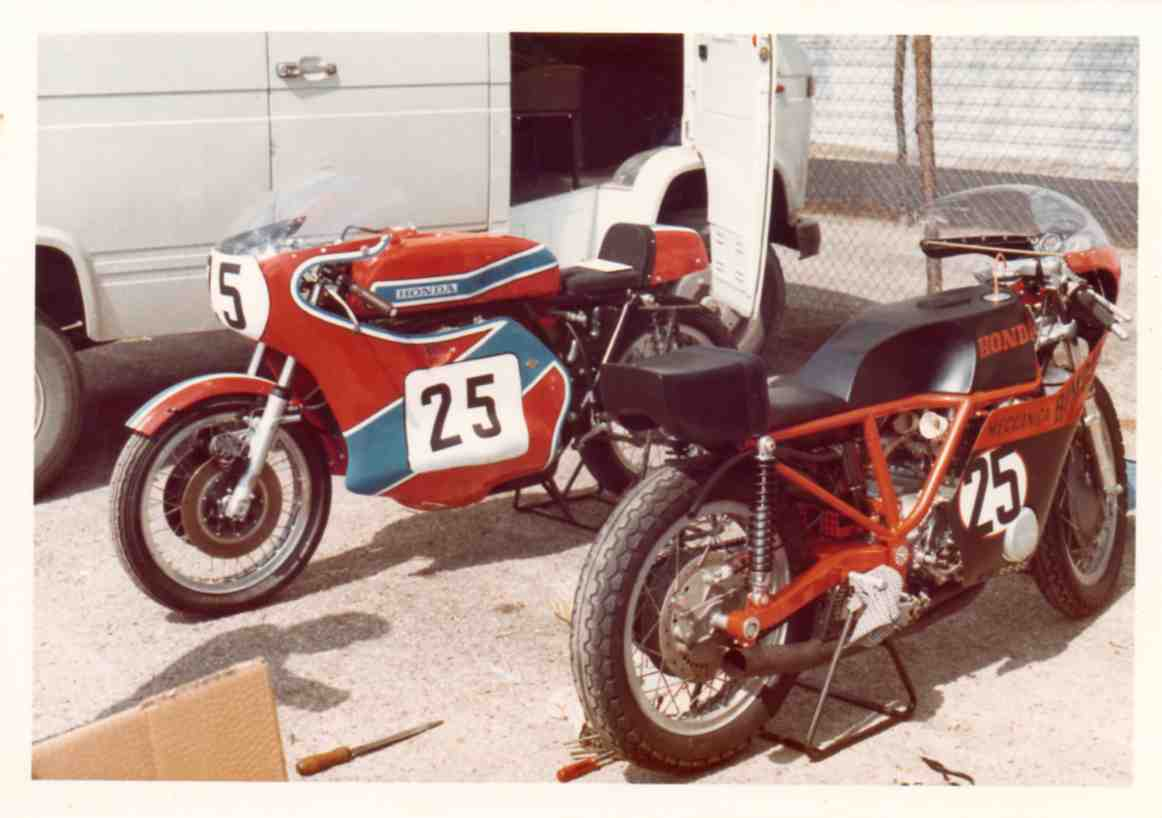
Versión original de competición, a la derecha.

Originalmente, la HB1 era una preparación para competición de la CB750 empleando un chasis Bimota, pero ante peticiones de realizar un modelo matriculable para rodar por carreteras, se puso a disposición del público un chasis para montar y motorizar por el comprador. No se sirvieron por parte de Bimota HB1 ya ensambladas, pero el kit que suministraba Bimota era realmente completo, incluyendo no sólo el chasis sino también el basculante trasero con doble amortiguador Marzocchi, sistema eléctrico, depósito de fibra de vidrio, asiento y sección trasera del carenado, discos y sistema de frenado e incluso un radiador de aceite.